# Мадера
Маде́ра (мадейра; порт. vinho da Madeira — «вино Мадейры») — креплёное вино, которое производится на португальском острове Мадейра (от порт. madeira — лес, древесина). Вина данного типа могут быть как сухими, так и десертными. Объединяющим признаком служит выдержка виноматериала в процессе приготовления вина при достаточно высокой температуре (порядка 30—45 °C) в течение значительного времени. В результате в вине происходит сахароаминная реакция (меланоидинообразование, реакция Майяра), которая обуславливает янтарную окраску вина и карамельно-ореховые оттенки во вкусе и аромате.
В начале XXI века производством мадеры на экспорт занимались всего 8 винодельческих предприятий. Аналоги португальской мадеры с тем же названием производятся в Крыму и в США, а также в некоторых других странах.

## История
Остров Мадейра был открыт португальцами в 1421 году.  Через 32 года на Мадейре прижились первые виноградные лозы, вероятно, сорта Мальвазия. Креплёное вино, именуемое мадерой, с момента своего возникновения предназначалось для экспорта: жители острова предпочитают употреблять более лёгкие вина.

Когда европейцы в XVI—XVII веках приступили к колонизации отдалённых регионов мира, то они столкнулись с проблемой доставки из Европы в колонии привычного для них напитка — вина. Колонии часто представляли собой жаркие страны, не пригодные для виноделия. Доставляемое из Европы вино за многомесячное путешествие в экваториальных широтах приходило в негодность. В связи с этим колонистам первых поколений приходилось довольствоваться ромом местного производства и иными крепкими алкогольными напитками, которые переносят хранение в жаре лучше, чем вино. 
По легенде, в трюмах и на палубе одного из португальских кораблей во время рейса в Индию находились бочки с вином. Корабль из-за штиля надолго застрял в экваториальных широтах, а нераспроданное вино пришлось везти обратно в Европу, поэтому оно продолжительное время подвергалось действию высокой температуры воздуха и качке. В конце путешествия оно существенно изменило свой начальный вкус и аромат, приобретя в букете оттенки калёного ореха и карамели, благодаря которым оно и стало популярным во всем мире.
По другой версии, не исключающей первую, каменистый влажный вулканический грунт острова Мадейра не позволял строить сухие прохладные погреба, из-за чего хранение бочек производилось на чердаках (что практикуется и до сих пор). Хранение вина под раскалёнными солнцем крышами домов, в парниковых условиях, приводило к его карамелизации.
Для ускорения процесса старения часть мадеры (Vinho de roda — «дорожное вино») когда-то отправлялась в путешествие по тропическим странам (в Индию, на Яву и пр.). Чем дольше пропутешествует такая мадера, тем дороже она ценилась. Самая лучшая мадера, из кантона Fago de Pereira, шла обыкновенно (а мальвазия — исключительно) к португальскому королевскому двору.
Потребители ценили мадеру за предельную неприхотливость в отношении условий хранения и транспортировки. В отличие от других вин, мадера не боится тепла и воздуха, так как сама технология её производства подразумевает термическое окисление. Ценилось также то обстоятельство, что только это вино способно сохранять свои потребительские свойства в течение многих месяцев после вскрытия бутылки.

В XVIII и XIX веках основными импортёрами мадеры выступали Российская империя и североамериканские колонии Британии, впоследствии образовавшие США. У русских помещиков начала XIX века обычно хранилась открытая бутылка мадеры, которой потчевали заезжих гостей. Увлекались мадерой не только помещики обоих полов, но и гувернантки — тут можно сослаться на чеховский рассказ «Случай из практики» и свидетельство Герцена в романе «Кто виноват?»: 
Жир, жир и жир, едва смягчаемый капустой, луком и солёными грибами, перерабатывался, при помощи достаточного количества мадеры и портвейна, в упругое тело Алексея Абрамовича, в расплывшееся — Глафиры Львовны и в сморщившееся тельце, едва покрывавшее  косточки Элизы Августовны. Кстати, Элиза Августовна не отставала от Алексея Абрамовича в употреблении мадеры.
По воспоминаниям князя Вяземского, его родственник Карамзин «за обедом пивал по рюмке или по две мадеры или портвейна». Пушкин писал: «Погреб мой гостеприимный Рад мадере золотой». В «Войне и мире» рассказано, как князь Курагин напоил мадерой ямщика. Учитель Передонов в «Мелком бесе», купив для директора своей школы мадеры за три рубля, считал этот презент «чрезвычайно дорогим, хранил его в спальне, а гостям только показывал и говорил: „Для директора“». Мадера часто упоминается в романе И. Шмелёва «Лето Господне» как примета дореволюционного быта: то «подносят лафитничек мадерцы», то епископ «в ананасный маседуван благословил мадерцы влить».
В Америке мадера ценилась оттого, что хорошо переносила длительную перевозку морем. Североамериканские колонисты потребляли до четверти всего вина, производившегося на Мадейре. Ввоз мадеры в основном осуществлялся через Саванну в Джорджии. В мае 1768 года конфликт вокруг контрабандной партии мадеры, ввезённой в Бостон на шлюпе «Либерти», принадлежавшем Джону Хэнкоку (одному из отцов-основателей США), стал важной вехой в истории Американской революции. Поскольку мадера была любимым вином Томаса Джеферсона, именно это вино было использовано для тоста за Декларацию независимости. Джордж Вашингтон, Александр Гамильтон, Бенджамин Франклин и Джон Адамс также были поклонниками мадеры, упоминания которой встречаются в их письмах.

Удар по мадейрскому виноделию нанесло появление «мучнистой росы» (грибка Oïdium Tuckeri); с 1852 по 1857 гг. производство мадеры практически совсем прекратилось. Когда было найдено средство (сера) против этого заболевания лозы, виноградарство вновь стало развиваться; однако в начале 1880-х годов там появилась филлоксера, и культура винограда пришла в упадок, пока не была завезена американская лоза. Переориентация виноградников на выращивание американских гибридов (таких, как Black Spanish, который на Мадейре называют Jacquet) привела к тому, что традиционные местные сорта, определявшие стиль мадеры, стали редкостью. Постепенно наиболее распространённым сортом винограда стал Tinta Negra Mole, доля которого в валовом производстве винограда на Мадейре сегодня составляет 90 %. 
Революция в России и принятие «сухого закона» в США привели к исчезновению двух крупнейших рынков сбыта мадеры, что сказалось и на качестве вина. Основным рынком для сбыта мадеры теперь стала Франция. Кроме того, на репутации напитка негативно сказалось появление на рынке большого количества подделок и подражаний (см. ниже). По мере роста в XX веке популярности сухих вин сокращались производство и экспорт вин десертных, не исключая и мадеру. Отсутствие действенного контроля за качеством привело к тому, что в ряде стран к середине XX века мадера стала восприниматься как дешёвое вино для кулинарии.
В 2020-е годы продажи мадеры после многих десятилетий стагнации стали показывать тенденцию к росту. Так, в 2022 году было продано 3,1 млн литров мадеры, что принесло производителям рекордную выручку в €21 млн. В сентябре 2005 года в местечке Арку-ди-Сан-Жоржи открылся первый в мире Музей мадеры. Также в Фуншале функционирует Институт вина Мадейры.
Уникальная коллекция мадеры, состоящая из более тысячи бутылок XVIII—XIX веков (старейшая — от 1749 года), была продана 8 декабря 2007 года в Нью-Йорке за 2,3 миллиона долларов. По поводу продавца торговый дом Christie's сообщил, что это очень «разборчивый и утонченный человек», с сожалением расстающийся с коллекцией, которую собирал почти четверть века и хранил в идеальных условиях.

### Проблема подделок и качества
В продолжение XIX века ни одно вино не подделывалось так часто, как мадера. Уже герой романа «Иван Выжигин» (1829) видел на столах помещиков мадеры «отечественной фабрики» (которые, правда, ставили в конец стола). В. П. Боткин писал в 1840-х годах: «то, что выдают в Европе за мадеру, херес, белый портвейн, суть большею частию произведения малагской почвы». О «палёной» мадере упоминается даже в «Мёртвых душах»: 
Ноздрев велел принести бутылку мадеры, лучше которой не пивал сам фельдмаршал. Мадера, точно, даже горела во рту, ибо купцы, зная уже вкус помещиков, любивших добрую мадеру, заправляли её беспощадно ромом, а иной раз вливали туда и царской водки, в надежде, что всё вынесут русские желудки.
В конце XIX века поддельную мадеру изготавливали главным образом в Испании, Франции (Сет) и Германии (Гамбург). Соответственно, под словом «мадера» уже к середине XIX века в России часто понималось недорогое (и часто жжёное) вино, рассчитанное на невзыскательный вкус. Например, герой романа «Тысяча душ» (1858), распивая в гостях «мягкий и душистый рейнвейн», сожалеет, что вместо «такого хорошего вина» вынужден «довольствоваться шестигривенной мадерой».

## Сорта винограда
Из всех сортов винограда, выращиваемых на Мадейре, выделяются четыре классических, «благородных» сорта, из которых традиционно делалась мадера до нашествия филлоксеры. Это Мальвазия (порт. Malvasia, англ. Malmsey), Боал (порт. Bual), Верделью (порт. Verdelho) и Серсиаль (порт. Sercial). Наиболее же распространённым на Мадейре сортом винограда, используемым для изготоволения мадеры, является Тинта Негра (порт. Tinta Negra, Tinta Negra Mole).
Наличие на этикетке надписей Malvasia (или Malmsey), Bual,  Verdelho, Sercial означает, что в купаже доля винограда соответствующего сорта составляет не менее 85% – таковы правила Европейского Союза, в который Португалия вступила в 1986 году. До тех пор распространённой практикой было использование названий «благородных» сортов для мадеры, изготовленной путём смешивания (купажа) с большим количеством сорта Тинта Негра (или его разновидности Комплекса), а также американских гибридов. В 1990 году использование гибридов для изготовления мадеры было запрещено, а в 1993 году был принят закон, в соответствии с которым мадера из «неблагородных» сортов может маркироваться только общими терминами: сухая (порт. seco, англ. dry), полусухая (порт. meio seco, англ. medium dry), полусладкая (порт. meio doce, англ. medium sweet), сладкая (порт. doce, англ. sweet). Кроме того, допускаются описательные термины: светлая, тёмная, полная, насыщенная. Для мадеры из Тинта Негра (наиболее распространённого на Мадейре сорта) указание на этикетке сорта винограда запрещено. Мадеры с минимальным содержанием сахара отличаются чрезмерной сухостью при крепости 12 % и даже с содержанием сахара 40 г/л кажутся слишком сухими.
На американском рынке распространена полусухая мадера с ярлыком Rainwater («дождевая вода»), которая используется как аперитив. По своим характеристикам напоминает Верделью, хотя чаще производится из иных сортов. По одной из версий, этот вид мадеры обязан своим названием тому, что одна из партий вина была случайно разбавлена дождевой водой во время тропического ливня; находчивые негоцианты продали партию некондиционного вина американцам как новый напиток.

### Тинта Негра
Тинта Негра (порт. Tinta Negra, Tinta Negra Mole) – чёрный сорт винограда, получивший распространение на Мадейре после нашествия филлоксеры в конце XIX века, почти уничтожившего традиционные, «благородные» сорта винограда., Ранее было распространено мнение, что Тинта Негра – это гибрид сортов Гренаш и Пино Нуар, но современные исследования показали, что это клон сорта Мулар с соседнего острова Порту-Санту.
Сегодня Тинта Негра – самый распространённый сорт винограда на Мадейре. Его доля в валовом объёме выращиваемого на острове винограда составляет 90%. Сорт считается «неблагородным» и из него изготавливают в основном простые, менее выдержанные виды мадеры. Многие эксперты и виноделы считают сорт Тинта Негра злом, портящим репутацию мадеры. Например, Blandy's специально указывают, что их «благородные» мадеры не содержат даже разрешённых законодательством 15% Тинта Негра.
В то же время компания Barbeito не только использует разрешённые 15% Тинта Негра для купажа, но и выпускает выдержанные классическим методом «кантейру» (т.е., прошедшие мадеризацию и выдержку в дубовой бочке) мадеры из Тинта Негра. По мнению главного винодела компании Barbeito, Рикарду Васконселоша, его Тинта Негра, полученная с лоз возрастом 60 лет, при соответствующем подходе не менее «благородна», чем белые сорта. Это мнение поддерживает Никлас Йоргенсен (шведский эксперт, специалист по мадере), высоко оценивший колейты 1999-го и 2000-го годов.

### Мальвазия
Мальвазия (англ. Malmsey) — распространённая в Средиземноморье (особенно на островах) группа сортов весьма сахаристого винограда. На Мадейре под мальвазией понимается сардинская, или липарская мальвазия, более известная в других регионах Португалии под именем белой мальвазии (порт. Malvasia Cândida). Этот сорт высаживают на самых низких и тёплых виноградниках острова.
Под сортовым названием Malmsey выпускается самая сладкая мадера (содержание остаточного сахара — 96-135 г/л). Это быстро созревающее вино, тёмно-коричневое, очень ароматное и богатое, с мягкой структурой, очень маслянистое и со свойственным мадере ощутимым привкусом карамели. Обладает дымной горечью и высокой кислотностью, которая делает это креплёное вино почти освежающим. При выдержке приобретает сглаженный, кофейно-карамельный привкус, надолго сохраняющийся во рту.

### Боал
Боал (порт. Bual) — мадейрское название винограда, известного в континентальной Португалии под именем «изысканной мальвазии» (Malvasia Finа). Несмотря на название, этот сорт не известен в Италии, откуда распространились по Западной Европе другие разновидности мальвазии, и фактически является португальским автохтоном.
К 2018 году площадь насаждений боала на Мадейре сократилась до 18 га, поэтому мадера из него стала на сегодняшний день настоящим раритетом. Выращивают его (под названиями Boal Cachudo и Boal Branco) в районе Кальета — одном из самых жарких мест на острове.
Из боала вино получается более лёгкое и менее сладкое, чем из мальвазии (содержание остаточного сахара — 78-96 г/л). Пикантной особенностью мадеры из этого сорта винограда является слабый горьковатый привкус дыма; иногда отдаёт слабым запахом каучука. Мадера из боала темнее, чем из верделью и серсиаля; её часто распознают по образующемуся в бокале мениску цвета хаки.

### Верделью
Верделью (порт. Verdelho) — самый распространённый на Мадейре сорт белого винограда — по состоянию на 2018 год занимает виноградники общей площадью 58 га. Верделью (так же, как и Серсиаль) растёт на Мадейре в самых высоких и прохладных зонах. В более тёплой, южной части острова его можно встретить только на высотах от 700 метров. В более холодной северной части он встречается и на высоте моря.
Вино из этого винограда получается более мягким, фруктовым вкусом и менее сладким, чем из сорта Боал (содержание остаточного сахара – 49-78 г/л). Характерной особенностью букета мадеры из Верделью является ярко выраженный горьковатый привкус дыма и слабые медовые тона. В сравнении с сухой мадерой из Серсиаля – мадера из Верделью кажется вином более мягким и спелым, а в послевкусии сохраняет терпкость.
Цвет некоторых образцов мадеры из Верделью – почти такой же светлый, как и серсиаль, но по традиции из Верделью производят, в основном, золотистую мадеру. При выдерживании её цвет становится ярче.

### Серсиаль
Серсиаль (порт. Sercial) – в материковой части Португалии этот сорт винограда называют «эжгэна кан» (порт. Esgana Cão), что в переводе означает «душитель собак». Считается, что этот сорт винограда приходится родственником сорту «Рислинг». На Мадейре Серсиаль выращивают на самых прохладных виноградниках острова. В более тёплой, южной части острова его можно встретить только на высотах от 700 метров. В более холодной северной части он выращивается и на уровне моря – благодаря сильным ветрам с океана, несущим не только прохладу, но и морскую соль, в Серсиале можно почувствовать ярко выраженную солёность.
Мадера из винограда Серсиаль – самая светлая, лёгкая и сухая (содержание остаточного сахара по правилам должно составлять – 18-65 г/л). Эта мадера созревает медленнее остальных, и будучи молодой – может быть слишком резкой, а «придя в возраст» - становится приятной и аппетитной, приобретая насыщенный, но бодрящий и пряный вкус с оттенком специй и цитрусовых.
Мадера из Серсиаль – вино пикантное, энергичное, острое, со стальной, пронзительной кислотностью.

### Редкие сорта
Террантеш (порт. Terrantez) – белый сорт винограда, который сегодня практически исчез: виноградники были уничтожены во время  нашествия филлоксеры. Однако из него ещё делают в небольших количествах ароматную, насыщенную, пряно-сладкую мадеру, которая ценится очень высоко. Компания Henriques & Henriques прилагает большие усилия по возрождению сорта Террантеш.
Баштарду (порт. Bastardo) – чёрный сорт винограда, сегодня на Мадейре полностью исчезнувший. Неизвестно, имел ли он отношение к одноимённому сорту из долины Дору, который иногда используется для производства портвейна.

## Производство
Мадейра — остров вулканического происхождения. Почва богата калием и хорошо подходит для выращивания винограда. 
В зависимости от сорта винограда, брожение может идти разное время. Так, Серсиаль (из которого получают сухую мадеру) может бродить и месяц, а Мальвазия бродит не дольше суток — затем процесс брожения прерывают креплением, что позволяет получить десертное вино. Тинта Негра обычно дают добродить до конца и крепят уже готовое сухое вино.
В зависимости от сорта винограда (и от того, какое содержание сахара хотят получить в вине) крепление производят на разных этапах брожения, при достижении вином разной плотности:
- Мальвазия — крепится при достижении плотности 3,5-6,5 градуса по шкале Боме (сладкая мадера);
- Боал — крепится при достижении плотности 2,5-3,5 градуса по шкале Боме (сладкая и полусладкая мадера);
- Верделью — крепится при достижении плотности 1,5-2,5 градуса по шкале Боме (полусухая и сухая мадера);
- Серсиаль — крепится при достижении плотности 0,5-1,5 градуса по шкале Боме (сухая мадера).

Крепление производят нейтральным виноградным спиртом крепостью 96%, который должен быть сертифицирован Институтом вина Мадеры. Мадера крепится минимум до 17%.
Традиционно мадера выдерживалась в отапливаемых складах (винных оранжереях). В современных же условиях применяются разнообразные способы обеспечить нагревание вина до необходимой температуры.

### Мадеризация
Виноделы научились воспроизводить процесс, происходящий при образовании мадеры, который получил название мадеризации. По достижении крепости примерно 8 % сухое вино крепят 96-процентным виноградным спиртом до 18—22 объёмных процентов и разливают в бочки из американского дуба. Классический процесс выдержки называется кантейру (порт. canteiro) и применяется всего лишь примерно для 10 % продукта, что обусловлено его относительной дороговизной. Бочки помещают в специально сконструированные помещения, часто расположенные под крышей, где солнечное тепло нагревает их. Первоначально нагревание вина может достигать 45—50 °C. После определённого срока (от нескольких месяцев до нескольких лет) вино переливают в бочки на нижних этажах, где температура ниже. Потом процесс повторяют, спуская его ещё ниже. Полный срок выдержки практически не ограничен и может составлять десятки лет. Эксперт периодически оценивает качество вина, в зависимости от чего производятся дальнейшие действия. Мадера с выдержкой 10, 15 или 20 лет представляет собой смесь (бленд) компонентов, средний возраст которых составляет столько лет. Более удавшимся образцам приписывают статус «урожайных», и они выпускаются под наименованиями colheita или single harvest; срок их выдержки составляет от 5 до 18 лет. Самые удачные вина являются «винтажными» (vintage); их минимальный срок выдержки в бочке составляет 20 лет.
Для Tinta Negra в большинстве случаев применяется более масштабный и дешёвый процесс иштуфажень (порт. estufagem), т.е. нагревание в стальных чанах при помощи трубок с горячей водой, продолжающееся минимум 3 месяца. Потом вино переливается в дубовые бочки и выдерживается 2, 3 или 5 лет, после чего разливается в бутылки.

## Хранение и употребление
Уникальность мадеры в том, что вино в откупоренной бутылке может оставаться пригодным к употреблению при комнатной температуре до 18 месяцев, а иногда и дольше. Утверждается, что мадера XVIII века, распитая более чем через 200 лет, не утратила своего качества. Правда, при очень долгом (30-40 лет) хранении в бутылках мадера выделяет неприятно пахнущий осадок, который остаётся на стенках в виде корки.
Мадеру подают охлаждённой до +16… +18 градусов. Используется как аперитив, но сочетается также с первыми и вторыми блюдами. Она подходит под мясные закуски из ветчины, телячьего языка, печени, а также блюд из мяса птиц и животных, где в сочетании с ними хорошо раскрывает свой букет. Если мадеру слегка подогреть, то она хорошо сочетается с кофе и десертами.
Белая мадера, полученная из винограда сорта Серсиаль, хорошо сочетается с утиным и гусиным паштетами, французским луковым супом, салатом с осьминогом и стейком; охлаждённая до +16 градусов, подаётся в качестве аперитива.
Белая мадера из винограда сорта Мальвазия подходит в качестве дижестива, а также в сочетании с десертами, фуа-гра, засахаренными ягодами и фруктами, шоколадом и сырами; подаётся охлаждённой до +13 градусов.
При приготовлении смешанных напитков мадера используется в качестве компонента коктейлей-аперитивов, некоторых пуншей, крюшонов, грогов. Мадера часто применяется и в кулинарных целях (при приготовлении блюд).  Например, в дореволюционных русских романах не раз упоминаются «почки в мадере».

## Аналоги
Некоторые производители в Крыму, Калифорнии и Техасе также называют свои вина «Мадера» или «Madeira» (например, «Мадера Массандра»). Оригинальные (португальские) и «иностранные» мадеры производятся из разных сортов винограда на совершенно разных почвах, поэтому неизбежно различаются по своим вкусовым и ароматическим свойствам.
Крымская мадера была популярна у публики попроще с середины 1890-х годов. У Бунина в рассказе «Мадрид» проститутка говорит угощающему её крымским вином клиенту: «Это мадера? Вот люблю! Куда ж сравнить с портвейном, он завсегда пробкой пахнет». В отличие от виноградного дистиллята (с сопутствующими естественными примесями вроде эфирных масел), которым крепят португальскую мадеру, для крепления крымских вин с дореволюционного времени применяется ректификат без каких-либо примесей.
Согласно правилам защиты географических указаний Евросоюза использование термина «Madeira» или «Madère» допускается только для вин, которые производятся на острове Мадейра.